# آریونگا
آریونگا (به انگلیسی: Areyonga) شهرکی واقع در ایالت قلمرو شمالی در استرالیاست. این شهرک در ۲۲۰ کیلومتری (۱۳۷ مایلی) غرب آلیس اسپرینگز قرار دارد.